# The Kids Are Coming
The Kids Are Coming es el extended play debut de la cantante australiana Tones and I. El EP fue lanzado el 30 de agosto de 2019.  El EP se anunció el 16 de julio de 2019, junto con el lanzamiento del sencillo "Never Seen the Rain".

## Lista de temas
| N.º | Título                | Duración |  |
| 1.  | «The Kids Are Coming» | 3:24     |  |
| 2.  | «Dance Monkey»        | 3:29     |  |
| 3.  | «Colourblind»         | 3:26     |  |
| 4.  | «Johnny Run Away»     | 3:12     |  |
| 5.  | «Jimmy»               | 3:43     |  |
| 6.  | «Never Seen the Rain» | 3:20     |  |

## Miembros
- Toni Watson – compositora, producción
- Konstantin Kersting – mezclador, producción
- Kenny Harmon – mezclador
- Randy Belculfine – mezclador
- Andrei Eremin – masterización

## Posiciones
| Gráfica (2019–2020)                      | Pico de posición |
| ---------------------------------------- | ---------------- |
| Australia (ARIA)                         | 3                |
| Australia Independent Label Albums (AIR) | 1                |
| Austria (Ö3 Austria)                     | 60               |
| Bélgica (Ultratop flamenca)              | 46               |
| Bélgica (Ultratop valona)                | 95               |
| Canada (Billboard)                       | 9                |
| Dinamarca (Hitlisten)                    | 8                |
| Países Bajos (Album Top 100)             | 96               |
| Finlandia (Suomen Virallinen Lista)      | 19               |
| Francia (SNEP)                           | 31               |
| Irlanda (IRMA)                           | 40               |
| Italia (FIMI)                            | 72               |
| Latvian Albums (LAIPA)                   | 9                |
| Nueva Zelanda (Recorded Music NZ)        | 23               |
| Noruega (VG-lista)                       | 3                |
| Suecia (Sverigetopplistan)               | 15               |
| Suiza (Schweizer Hitparade)              | 100              |
| Estados Unidos (Billboard 200)           | 30               |
| Estados Unidos (Rolling Stone Top 200)   | 23               |